# Sopwith Snapper
El Sopwith Snapper fue un prototipo de avión de caza británico de la época de la Primera Guerra Mundial. Biplano monomotor diseñado por la Sopwith Aviation Company para sustituir al caza Sopwith Snipe, voló por primera vez después del final de la guerra, pero no entró en servicio debido a los fallos de su motor; sólo se construyeron tres aviones.

## Diseño y desarrollo
En 1918, el Ministerio del Aire británico desarrolló un requerimiento por un caza monoplaza para reemplazar al Sopwith Snipe de la Real Fuerza Aérea, a pesar de que el Snipe aún no había entrado en servicio. Este requerimiento, el RAF Type 1, especificaba el nuevo motor radial ABC Dragonfly refrigerado por aire, que se había ordenado poner en producción en grandes cantidades sobre la base del excelente rendimiento prometido y la facilidad de producción, a pesar de que aún no habían completado las pruebas.
Para cubrir este requerimiento, Sopwith produjo dos diseños nuevos y completamente diferentes, un triplano (el Sopwith Snark) y un biplano más convencional, que recibió el nombre de Snapper. El Ministerio del Aire encargó tres prototipos del Snapper, junto con tres Snark (además, Sopwith recibió pedidos por 300 Snipe con motor Dragonfly, como Sopwith Dragon).
El Snapper era un pequeño biplano de un solo vano con alas muy decaladas. Originalmente se pretendía que tuviera un fuselaje monocasco de madera (al igual que el caza ligero Sopwith Snail y el Snark), pero esto se abandonó para facilitar la producción, sustituyéndolo por un fuselaje arriostrado mediante cables, recubierto de tela, más convencional. La cabina estaba situada detrás de las alas, proporcionando una buena visibilidad al piloto, mientras que dos ametralladoras Vickers sincronizadas que disparaban hacia adelante estaban montadas en la cubierta superior del fuselaje.
El cambio en el diseño del fuselaje retrasó la producción del mismo, y se causaron retrasos adicionales por el motor, que tenía sobrepeso y sufría catastróficos problemas de fiabilidad y vibraciones. El primer Snapper voló en Brooklands en mayo de 1919, seguido pronto por los otros dos aviones. Aunque el rendimiento era bueno cuando el Dragonfly funcionaba correctamente, los problemas del motor no tenían solución y el mismo fue finalmente cancelado en septiembre de 1919. Aunque Sopwith intentó inscribir uno de los Snapper (con la matrícula civil K149) en el Aerial Derby de 1919, donde iba a ser pilotado por Harry Hawker, el Ministerio del Aire lo prohibió (oficialmente, ya que su motor todavía estaba clasificado como Secreto), y los tres Snapper fueron utilizados para realizar vuelos de pruebas por el Royal Aircraft Establishment.

## Operadores
Reino Unido
- Real Fuerza Aérea

## Especificaciones
Referencia datos: British Aeroplanes 1914-18

### Características generales
- Tripulación: Uno (piloto)
- Longitud: 6,3 m (20,6 ft)
- Envergadura: 8,5 m (28 ft)
- Altura: 3,1 m (10 ft)
- Superficie alar: 27,1 m² (291,7 ft²)
- Peso vacío: 663 kg (1461,3 lb)
- Peso cargado: 993 kg (2188,6 lb)
- Planta motriz: 1× motor radial de 9 cilindros refrigerado por aire ABC Dragonfly.
  - Potencia: 270 kW (372 HP; 367 CV)
- Hélices: Bipala de paso fijo

### Rendimiento
- Velocidad máxima operativa (Vno): 230 km/h (143 MPH; 124 kt) a 3000 m (10 000 pies)
- Techo de vuelo: 7000 m (22 966 ft)
- Carga alar: 37 kg/m² (7,6 lb/ft²)
- Potencia/peso: 0,26 kW/kg (0,16 hp/lb)
- Tiempo a altitud: 7 min 30 s para 3000 m (10 000 pies)

### Armamento
- Ametralladoras: 

  - 2x Vickers de 7,7 mm frontal fija sincronizada

## Aeronaves relacionadas

### Aeronaves similares
- Armstrong Whitworth Ara
- BAT Basilisk
- Nieuport Nighthawk
- Sopwith Dragon
- Sopwith Snark
- Westland Wagtail